# 物部神社 (名古屋市)
物部神社（もののべじんじゃ）は、愛知県名古屋市東区筒井にある神社。尾張国愛智郡の式内社「物部神社」に比定されているが、後述するように異説もある。

## 歴史
垂仁天皇の時代に創建されたという伝をもつ古社で、かつては広い境内を持っていたという。大石を神体とし、江戸期まで石神堂あるいは山之神などと呼ばれていた。17世紀中頃に成立した『寛文村々覚書』には「古井村...山之神」と書かれており、17世紀の時点では山神として祀られていたらしい。元禄年間には、徳川綱誠が荒廃していた社殿を修復したと伝わる。
神体となっている「要石」と呼ばれる大石は社殿下にあるといい、神武天皇がこの地を平定した際に国の鎮めとしたという伝説がある。
江戸期に天野信景が当社を『延喜式神名帳』に記載のある尾張国愛知郡「物部神社」に比定し、以降は定説となった。しかし天野が当社を物部神社に比定した根拠は、物部氏の祖神である宇麻志麻遲命を祭神とする点のみで、棟札などは残っていない。江戸後期の郷土史家である津田正生は、当社を「物部神社」に比定することを批判し、本来の「物部神社」は御器所八幡宮であるとしている。考古学的にみても当地周辺に古代の遺跡は少ない一方、御器所周辺には古墳や廃寺が散在するため、『和名類聚抄』にある愛知郡物部郷を御器所周辺に比定する説が有力視されている。
1868年（明治元年）に当社が正式に式内社の「物部神社」に比定され、村社に列せられたが、現在は無格社となっている。1953年（昭和28年）には本殿拝殿が造営された。

## 祭神
- 宇麻志麻遲命（うましまじのみこと）

## ギャラリー

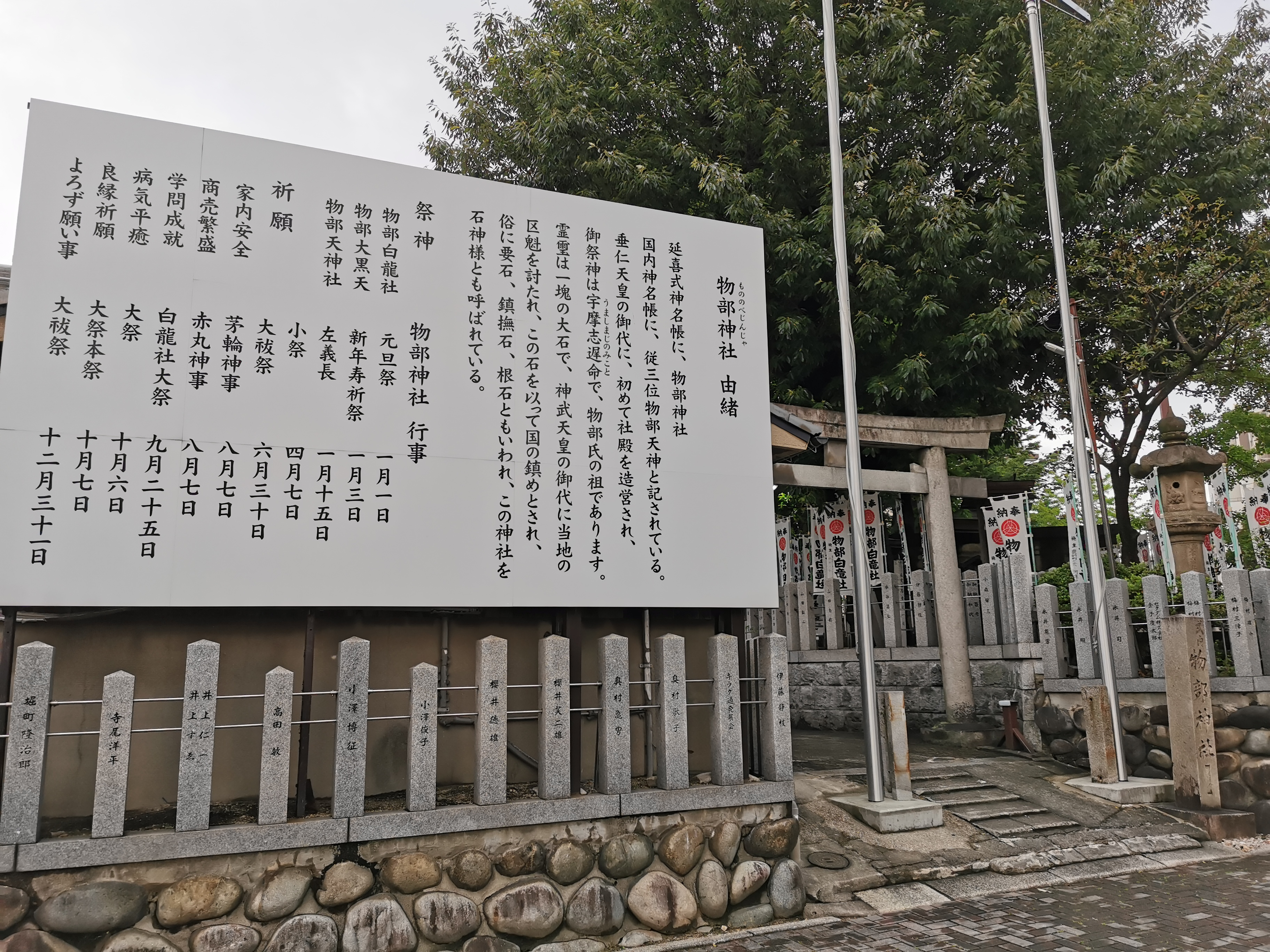
2021年5月
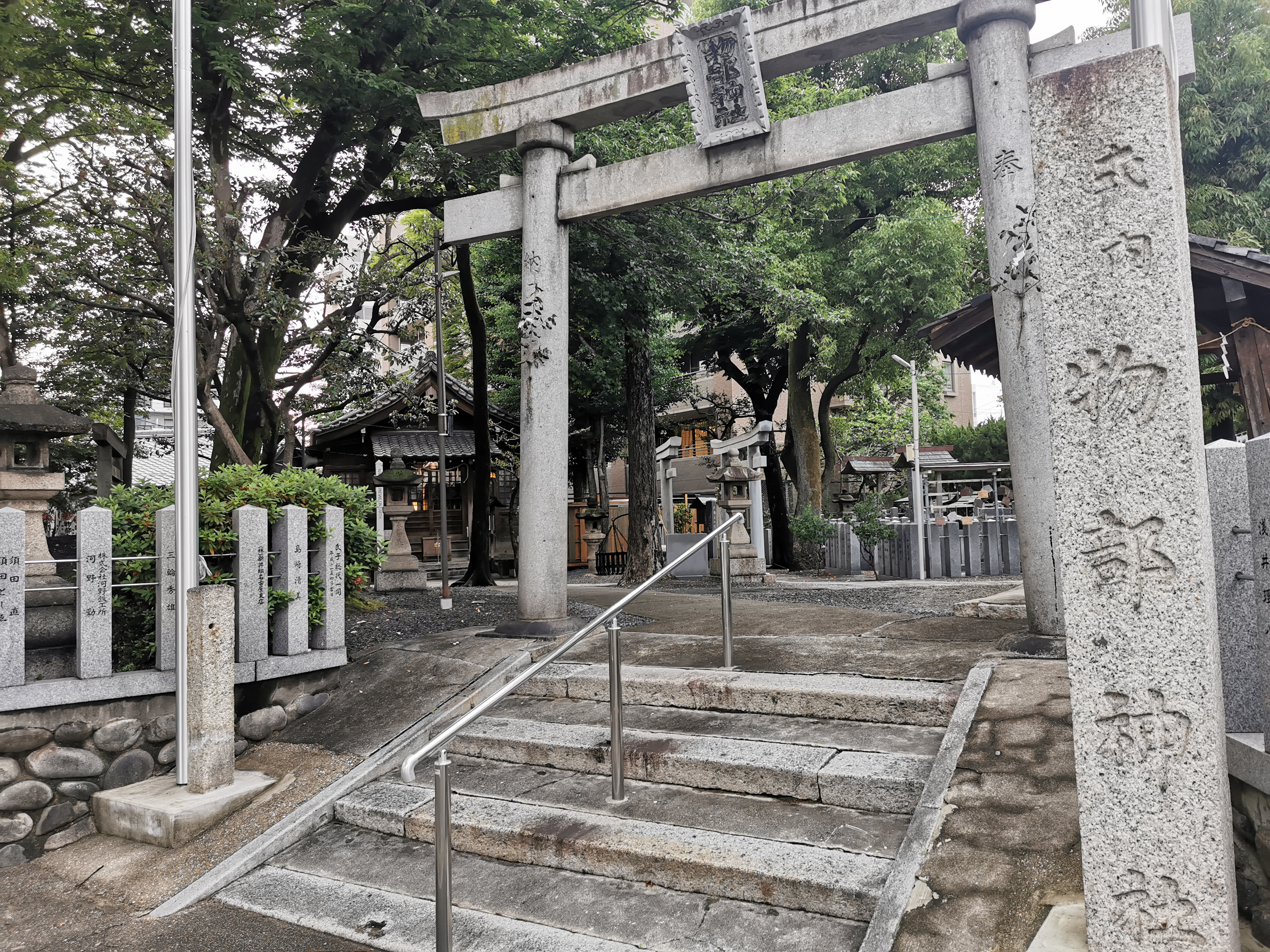
2021年5月

## 所在地・交通
- 愛知県名古屋市東区筒井三丁目31番21号
- JR中央本線 千種駅より北に300m。
- 名古屋市営地下鉄東山線 千種駅より北に300m。
- 名古屋市営地下鉄桜通線 車道駅よりすぐ。